# G. W. Bailey
Pour les articles homonymes, voir Bailey.
George William Bailey, connu comme G. W. Bailey, né le 27 août 1944 à Port Arthur, (Texas, États-Unis), est un acteur américain.

## Biographie
Bien qu'il soit apparu dans de nombreux rôles dramatiques, George Bailey est peut-être mieux connu pour ses rôles comiques du sergent-chef Rizzo Luther dans la série télévisée M*A*S*H (1979-1983) et du lieutenant Thaddeus Harris dans Police Academy (1984-1994). Il joue ensuite dans les séries de TNT The Closer : L.A. enquêtes prioritaires et Major Crimes. Il a connu James Duff, le créateur de The Closer : L.A. enquêtes prioritaires en 1972 alors qu'il était alors son instructeur au lycée de Lubbock au Texas.
Il est allé à la Thomas Jefferson High School de Port Arthur avec Janis Joplin et Jimmy Johnson. Il a étudié à l'université Lamar de Beaumont puis à l'université Texas Tech de Lubbock. Après avoir quitté l'université, il a passé le milieu des années 1960 en travaillant dans des compagnies locales de théâtre avant de partir pour la Californie dans le milieu des années 1970.
Il a alors décroché des rôles dans des séries télévisées telles que Starsky et Hutch et Drôles de dames.
Il a débuté au cinéma dans A Force of One, l'un des premiers films de Chuck Norris. Il a ensuite obtenu son premier rôle majeur : le Staff Sergeant Luther Rizzo de M*A*S*H.
Il se fait connaître dans le rôle du capitaine Harris dans la saga Police Academy, avec ses célèbres "Plus vite ! Plus vite !"
Il apparaît dans la série "Arabesques : 
1987 (saison 3, épisode 22) "Meurtre en seize pistes" : Lt Faraday 
1995 (saison 12, épisode 4) "Vaudou connection" : Lt Alex Thibideaux
En 1993, il retourne à l'université et est diplômé en mai 1994 avec un Bachelor of Fine Arts, Théâtre de l'université d'État du Texas de San Marcos. Il était l'artiste en résidence durant l'année universitaire 1999-2000.
Depuis 2001, il est directeur exécutif de la Sunshine Kids Foundation, une fondation aidant des enfants atteints de cancers. Il a découvert cette organisation au travers de sa filleule qui a été diagnostiquée leucémique.
De 2005 à 2012, il incarne le lieutenant Provenza dans la série The Closer.
La série The Closer : L.A. enquêtes prioritaires s'arrêtant en 2012 et bénéficiant d'un Spin-off intitulé Major Crimes, la plupart du casting rempile dont G. W. Bailey.
En 2017, la série est renouvelée pour une sixième saison. Jean-Claude de Goros est le comédien qui double sa voix depuis 2005 dans ces deux séries.

### Vie privée
Il s’est marié à Eleanor June Goosby le 2 avril 1966 mais a ensuite divorcé en 1999. Ils ont eu 2 enfants ensemble.

## Filmographie

### Cinéma
- 1979 : A Force of One de Paul Aaron : Erwin
- 1984 : Police Academy : Lt. Thaddeus Harris
- 1984 : Runaway : L'Évadé du futur (Runaway) de Michael Crichton : le chef de la police
- 1985 :  Rex le Magnifique (Rustlers' Rhapsody) de Hugh Wilson : Peter
- 1985 : Contact Mortel (Warning Sign) de Hal Barwood et Matthew Robbins : Tom Schmidt
- 1986 : Short Circuit de John Badham : Skroeder
- 1987 : Police Academy 4 : Aux armes citoyens (Police Academy 4: Citizens on Patrol) de Jim Drake : Capt. Thaddeus Harris
- 1987 : Mannequin de Michael Gottlieb (en) : Felix Maxwell
- 1987 : Hawaiian Dream de Tôru Kawashima : Capt. Pierce
- 1987 : La Pie voleuse (Burglar) d'Hugh Wilson : Ray Kirschman
- 1988 : Police Academy 5 : Débarquement à Miami Beach (Police Academy 5: Assignment Miami Beach) d'Alan Myerson : Capt. Thaddeus Harris
- 1989 : Police Academy 6 : S.O.S. ville en état de choc (Police Academy6: City Under Siege) de Peter Bonerz : Capt. Thaddeus Harris
- 1990 : Contre-enquête (Q and A) de Sidney Lumet : un barman
- 1991 : Write to Kill de Ruben Preuss : Dean Sutton
- 1994 : Police Academy : Mission à Moscou (Police Academy: Mission to Moscow) d'Alan Metter : Capt. Thaddeus Harris
- 2000 : Brothers . Dogs. and God. de David H. Hickey : Luther Graham
- 2002 : Cake: A Wedding Story (en) de Will Wallace : Howard Canter
- 2004 : La ferme se rebelle (Home on the Range) de Will Finn et John Sanford : Rusty, le chien (Voix)
- 2007 : Left Turn Yield de Daniel B. Story : un homme qui traverse le chemin avec le chien
- 2011 : Johnny's Gone de Giorgio Serafini : Chet
- 2011 : I Am Death de Paul Orehovec : le tueur
- 2012 : The Newest Pledge (en) de Jason Michael Brescia (en) : M.. Hodgkinson

### Télévision
- 1974-1975 : Harry O (en) (série télévisée) : Remsen / Premier officier / Garner
- 1975 : The Runaway Barge (téléfilm) : Booker
- 1976 : Drôles de dames (Charlie's Angels) (série télévisée) : Mumford
- 1976 et 1978 : Starsky et Hutch (série télévisée) : L'employé de l'hôtel / Slade
- 1977 : La Conquête de l'Ouest (How the West Was Won) (feuilleton TV) : Ivie
- 1978 : Chips (série télévisée) : le chauffeur ivre
- 1978 : Summer of My German Soldier (en) (téléfilm) : Caporal
- 1978 : Husbands, Wives and Lovers (en) (série télévisée) : Leslie
- 1979 : Lou Grant (série télévisée) : Arlo Karp / Le livreur d'eau
- 1979 : Happy Days (série télévisée) : Jack Whitman
- 1979 : Laverne et Shirley (série télévisée) : Rocko
- 1979 : Soap (série télévisée) : The Hobo
- 1979 : Terreur à bord (The French Atlantic Affair) (téléfilm) : Jake
- 1979-1980 : Benson (en) (série télévisée) : Gus / Un barman
- 1979-1983 : M*A*S*H (série télévisée) : Sergent Luther Rizzo
- 1980 : Alcatraz: The Whole Shocking Story : Holfeld
- 1981 : Les Feux de la passion (en) (Murder in Texas) (téléfilm) : 'Racehorse' Haynes
- 1981 : Bitter Harvest (TV) : Jim Lazlo
- 1982 : The Capture of Grizzly Adams (téléfilm) : Tom Quigley
- 1982-1983 : Hôpital St Elsewhere (série télévisée) : Dr Hugh Beale
- 1983-1984 : Goodnight Beantown (en) (série télévisée) : Albert Addelson
- 1984 : Earthlings (série télévisée) : Bobo
- 1984-1985 : Simon et Simon (série télévisée) : Dr Kyle Stepney / Chef de police Don Potter
- 1985 : Les Enquêtes de Remington Steele (Remington Steele) (série télévisée) : Maynard Stockman
- 1985 : Newhart (série télévisée) : Kyle Nordoff
- 1985 : North Beach and Rawhide (téléfilm) : Sheriff
- 1986 : A Winner Never Quits (en) (téléfilm) : Tatum
- 1987 : Downpayment on Murder (téléfilm) : Kyle
- 1987 : Roomies (en) (série télévisée) : Colonel Humner
- 1987 : Arabesque (Murder She Wrote) (série télévisée) (saison 3, épisode 22, Meurtre en seize pistes) : Lt Faraday
- 1988 : Les Orages de la guerre (War and Remembrance) (Feuilleton TV) : Cmdr. Jim Grigg
- 1989 : L'Enfant au pouvoir merveilleux (it) (The Gifted One) (téléfilm) : Dr Winslow
- 1990 : Love and Lies (téléfilm) : Sgt. Halsey
- 1990 : La Vie est belle (en) (Fine Things) (téléfilm) : Grossman
- 1991 : Held Hostage: The Sis and Jerry Levin Story (téléfilm) : Brother
- 1991 : Doublecrossed (téléfilm) : Camp
- 1991 : La Vengeance d'une mère (A Mother's Justice) (téléfilm) : Joe Comminger
- 1991 : Under Cover (série télévisée) : directeur Waugh
- 1992 : Le Lit des mensonges (en) (Bed of Lies) (téléfilm) : Zeke Zbranek
- 1992 : Dinosaures (Dinosaurs) (série télévisée) : Sarge
- 1992 : An American Story (téléfilm) : Tom Cantrell
- 1993 : Un singulier divorce (téléfilm) : Masterson
- 1993 : No Child of Mine (téléfilm) : Lamar Jenkins
- 1995 : Arabesque (Murder She Wrote) (série télévisée) (saison 12, épisode 4, "Vaudou connection") : Lt Alex Thibideaux
- 1995 : Legend (série télévisée) : Ulysses S. Grant
- 1996 : The Siege at Ruby Ridge (téléfilm) : Ralph Coulter
- 1996-1997 : The Jeff Foxworthy Show (série télévisée) : Big Jim Foxworthy
- 1997 : Cœur de séductrice (Seduction in a Small Town) (téléfilm) : Pat Carter
- 1997 : Solomon (téléfilm) : Azarel
- 1999 : Jésus (Jesus) (téléfilm) : Livio
- 2000 : The Thin Blue Lie (téléfilm) : K.C.
- 2002 : Impact imminent (Scorcher) (téléfilm) : général Timothy Moore
- 2004 : Comportement suspect (The Perfect Husband: The Laci Peterson Story) (téléfilm) : Det. Gates
- 2005 : Nip/Tuck (série télévisée) : Wesley Kringle
- 2005-2012 : The Closer (série télévisée) : Lt. Louie Provenza
- 2012-2018 : Major Crimes (série télévisée) : Lt. Provenza

## Voix françaises
| - Marc de Georgi dans : - Police Academy - Runaway : L'Évadé du futur - Short Circuit - Police Academy 4 : Aux armes citoyens - La Pie voleuse - Police Academy 5 : Débarquement à Miami Beach - Police Academy 6 : S.O.S. ville en état de choc | - Jean-Claude de Goros dans : (les séries télévisées) - The Closer : L.A. enquêtes prioritaires - Major Crimes et aussi - Sady Rebbot dans Arabesque (série télévisée) - Patrick Préjean dans Mannequin - Dominique Paturel dans Un singulier divorce (téléfilm) - Mario Santini dans Police Academy : Mission à Moscou - Jean-Bernard Guillard dans Comportement suspect (téléfilm) |